# Turkooiskuifvliegenvanger
De turkooiskuifvliegenvanger (Elminia longicauda) is een zangvogel uit de familie Stenostiridae.

## Verspreiding en leefgebied
Deze soort komt voor in westelijk en centraal Afrika en telt twee ondersoorten:
- E. l. longicauda: van Senegal en Gambia tot Nigeria.
- E. l. teresita: van Kameroen tot westelijk Kenia, noordwestelijk Tanzania en noordelijk Angola.

## Status
De grootte van de populatie is niet gekwantificeerd maar de soort wordt omschreven als schaars tot plaatselijk algemeen. Op de Rode lijst van de IUCN heeft deze soort de status niet bedreigd.